# باترنو
بطرنو أو بترنو أو (نقحرة: باترنو) (بالإيطالية: Paternò)‏ مدينة إيطالية في جزيرة صقلية ضمن مقاطعة قطانية وتبعد عن مدينة قطانية 25 كم غرباً ويسار نهر سيميتو، مجاورة لبركان النار، ترتفع عن مستوى سطح البحر 225 متراً، استوطنت بشرياً منذ 3500 ق.م، اقتصادها زراعي وحرفي، عدد سكانها حوالي 48.997 نسمة.

## السكان
في سنة 1861 بلغ عدد السكان 14٬219 نسمة، وتطور العدد ليصل في سنة 2011 لـ 47٬870 نسمة.
يظهر هذا المخطط البياني تطور النمو السكاني لـ بطرنو

## توأمة
لباترنو اتفاقيات توأمة مع:
- مندن

## أعلام
- فرانشيسكو كوكو
- فريدريكو الثالث ملك صقلية
- نينو لومباردو
- مارغريت مادي
- إليانور من صقلية